# QRIO

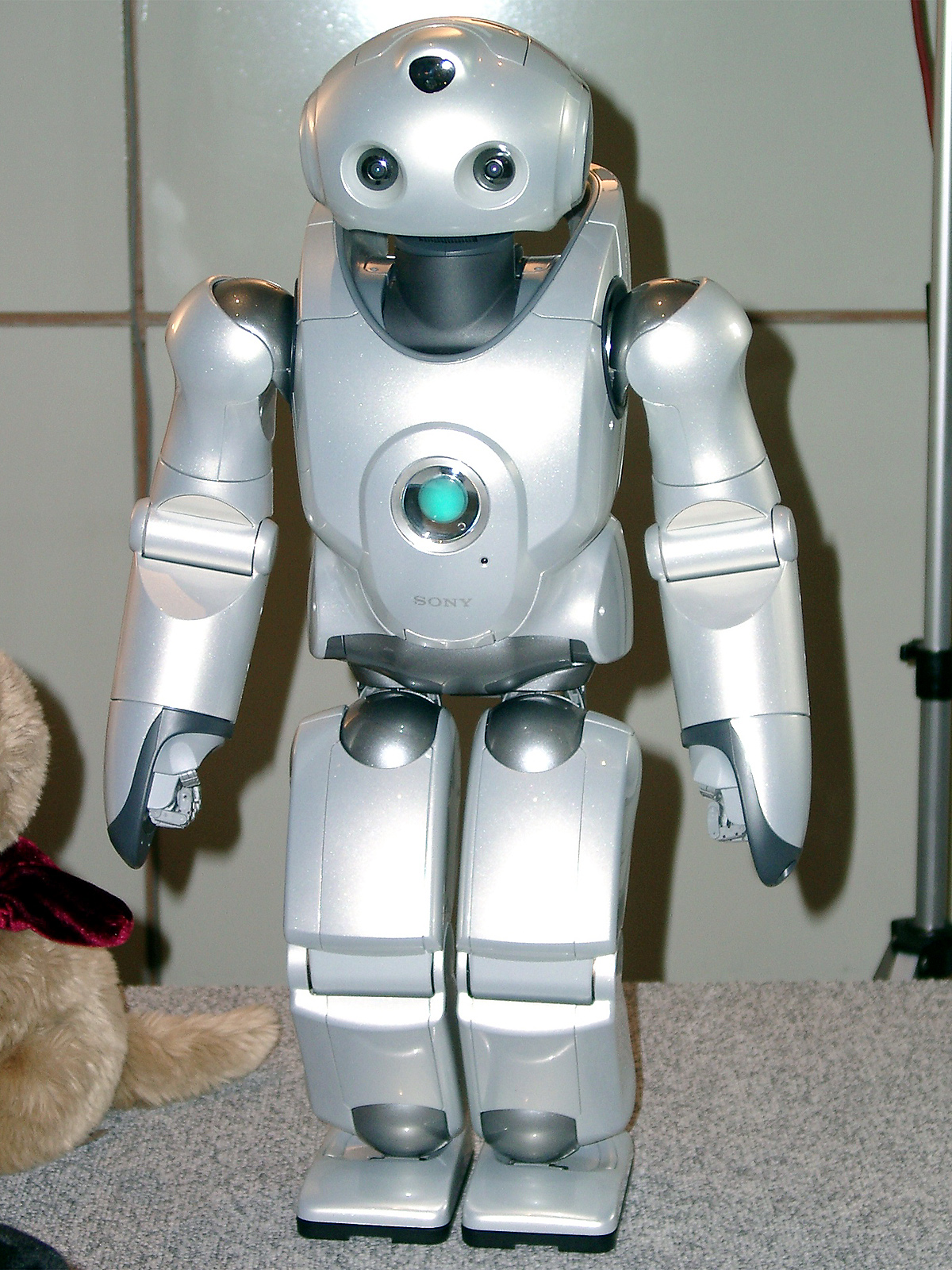

QRIO為日本索尼公司SONY所研發的機器人，Qrio的名字源於“Quest for Curiosity”，是一款集科技與娛樂於一身的夢幻機器人；身高58公分，體重7公斤，在多達38個可轉動關節下，不僅可跳舞、唱歌、踢足球，更可即時調整姿勢來適應各種環境；透過紀錄聲音與臉部特徵，具有辨識的功能，可與人進行即時互動。
1969年，日本早稻田大学加藤一郎实验室研发出第一台以双脚走路的机器人。加藤一郎长期致力于研究仿人机器人，被誉为“仿人机器人之父”。日本专家一向以研发仿人机器人和娱乐机器人的技术见长，后来更进一步，催生出本田公司的ASIMO和索尼公司的QRIO。

## 沿革
2000年11月，日本索尼公司SONY發表一個小型雙足的歩行機器人，型號是SDR-3X。
2003年10月1日，再發表其後繼機型SDR-4XII。暱稱QRIO，這名稱源於Quest for Curiosity。